# Aggerhütte
Aggerhütte ist ein Weiler, der zur Stadt Lohmar im Rhein-Sieg-Kreis in Nordrhein-Westfalen gehört.

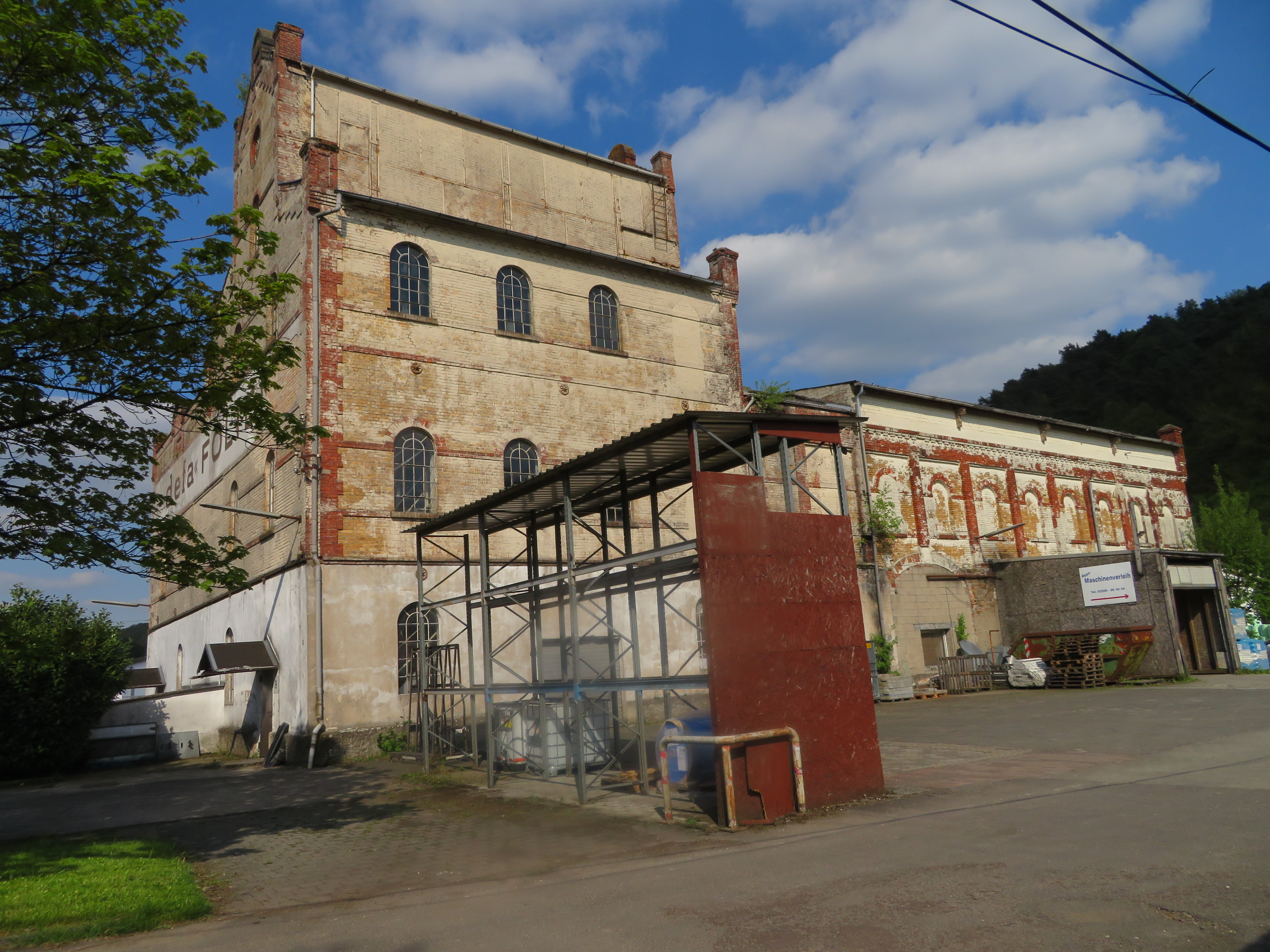

## Geographie
Aggerhütte liegt im äußersten Norden der Stadt Lohmar. Umliegende Ortschaften und Weiler sind Kombach im Norden, Broich im Nordosten, Weyerhof im Osten, Hasenberg und Kulhoven im Südosten, Honsbach im Süden, Agger und Grünagger im Südwesten, Stöcken und Breideneichen im Westen sowie Bombach und Klein-Bombach im Nordwesten.
Die Agger fließt östlich an Aggerhütte vorbei.

## Geschichte
Im Jahre 1885 hatte Aggerhütte 14 Einwohner, die in zwei Häusern lebten.
Bis 1969 gehörte Aggerhütte zu der bis dahin eigenständigen Gemeinde Wahlscheid.

## Die Aggerhütte
Die namensgebende Erzhütte entstand im 18. Jahrhundert zur Verhüttung von Kupfererzen. Im Jahre 1854 entstand hier eine Erzaufbereitungsanlage für die Gruben Aurora, St. Georg und Volta, die jedoch schon in den 1870er Jahren stillgelegt wurde. In den Gebäuden der Hütte wurde 1903 ein „Extractionswerk“ zur Entfettung von Knochen mit einer Tageskapazität von 20 Tonnen eingerichtet. Die entfetteten Knochen dienten der Herstellung von Knochenmehl. 1940 wurde die Produktion eingestellt.
Die Gebäude des „Extractionswerkes Aggerhütte“ stehen unter Denkmalschutz.

## Verkehr
- Aggerhütte liegt an der Bundesstraße 484.
- Die nächstgelegenen Bahnhöfe sind in Lohmar-Honrath bei Jexmühle sowie in Overath.
- Aggerhütte gehört zum Tarifgebiet des Verkehrsverbund Rhein-Sieg (VRS).[5]
- Ein Anruf-Sammeltaxi (AST) ergänzt den ÖPNV.